# راؤول ألميدا
راؤول ألميدا (2 نوفمبر 1997 في البرتغال - ) هو لاعب كرة قدم برتغالي في مركز الهجوم. لعب مع نادي بورتو.

## وصلات خارجية
- راؤول ألميدا على موقع قاعدة بيانات كرة القدم.إي يو (الإنجليزية)
- راؤول ألميدا على موقع Soccerway.com (الإنجليزية)
- راؤول ألميدا على موقع AS.com (الإسبانية)